# Senne

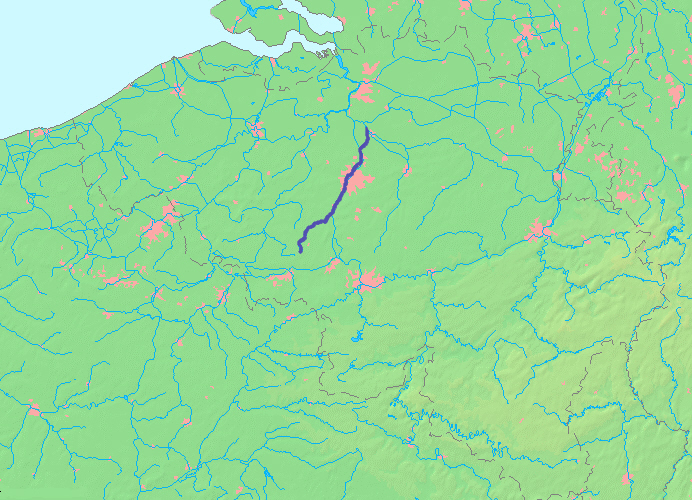
Mappa della Senne

La Senne (in olandese Zenne) è un fiume belga che percorre le tre regioni del Belgio e sfocia, dopo 103 km di percorso, nella Dyle, presso Heffen (comune di Malines).
Oltre ad essere il più piccolo tra gli importanti fiumi del Belgio, è anche il più inquinato del paese essendo un fiume di città. Nella regione di Bruxelles, a causa dei lavori di svuotamento del fiume eseguiti nel XIX secolo, non è più visibile se non ad Anderlecht, dietro le halles di Saint-Géry a Bruxelles e a livello dell'impianto di depurazione a Schaerbeek.

## Affluenti e luogo confluenza
in Vallonia
- Le Perlonjour e la Caffenière a Soignies,
- la Gageole a Horrues,
- l'Horlebecq e la Brainette a Steenkerque,
- la Sennette a Tubize.

nella Regione di Bruxelles
- il Neerpedebeek a Anderlecht ,
- il Geleytsbeek a Uccle,
- il Molenbeek,
- il Drootbeek a Laeken,

nelle Fiandre
- lo Zuunbeek a Sint-Pieters-Leeuw,
- il Woluwe a Vilvorde

## Principali comuni attraversati
Soignies, Rebecq, Tubize, Hal, Beersel, Forest, Anderlecht, Saint-Gilles, Bruxelles, Molenbeek-Saint-Jean, Schaerbeek, Evere, Vilvorde, Zemst